# Institut polytechnique de Paris

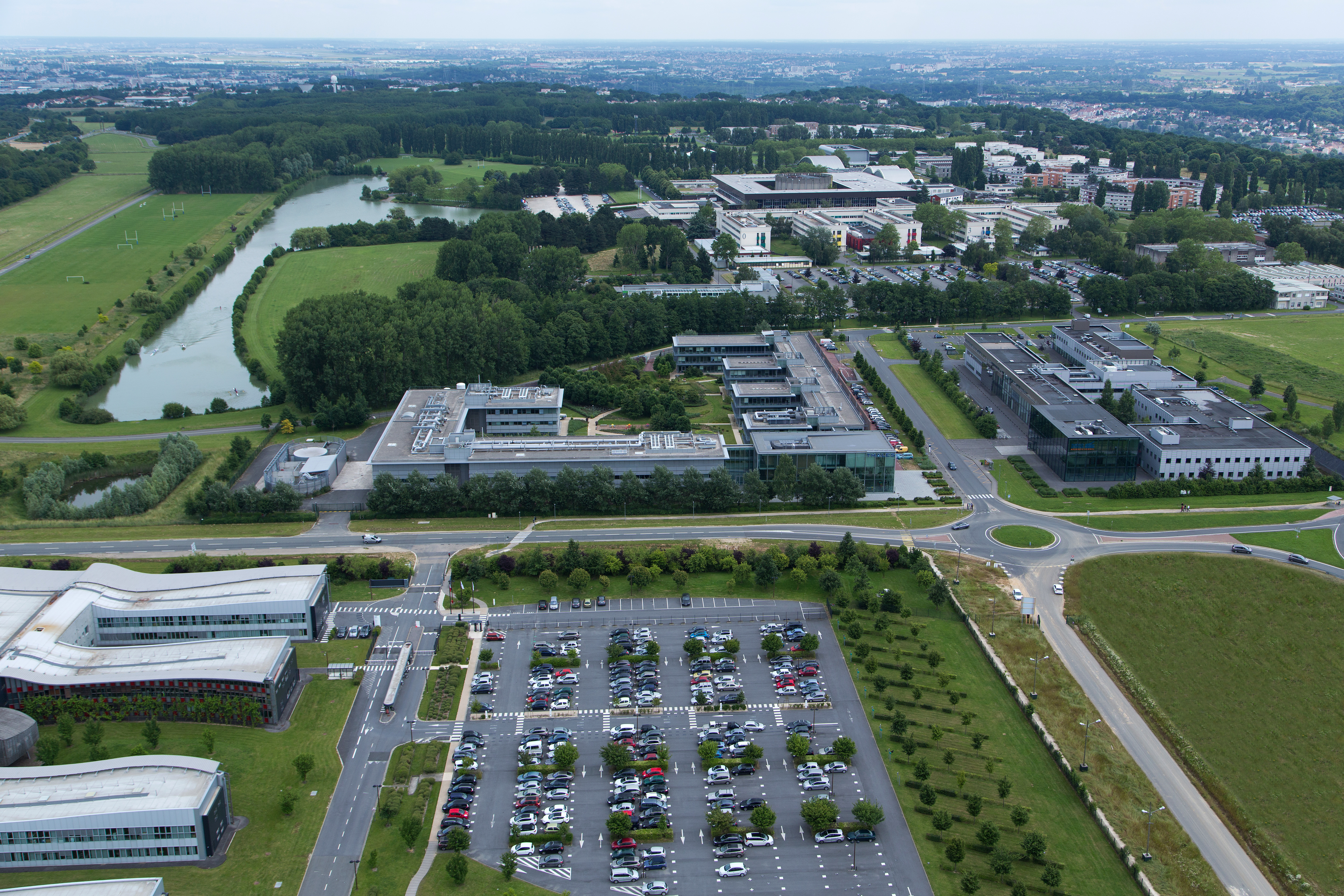
Campus Ecole polytechnique de palaiseau

Das Institut Polytechnique de Paris (IP Paris) ist eine in Palaiseau situierte französische Eliteuniversität, die als Verband sechs französischer Elitehochschulen (grande écoles) agiert: École Polytechnique, ENSAE Paris, ENSTA Paris, École nationale des ponts et chaussées, Télécom Paris und Télécom SudParis. Dabei gilt die École Polytechnique, die auch den Präsidenten stellt (aktuell: Éric Labaye), als federführende Institution.
Sie ist Mitglied der Conférence des grandes écoles, einer Gruppe allgemeinwissenschaftlich orientierter Elitehochschulen für Ingenieure. Mit einem multidisziplinären Lehrplan bildet sie innerhalb von drei Jahren Ingenieure auf hohem Niveau aus, die danach hauptsächlich in der Wirtschaft arbeiten. Ziel der Ausbildung ist das sogenannte Ingenieursdiplom „Ingénieur IP Paris“, das einem Master entspricht.
Am 15. September 2020 gründete das Institut zusammen mit HEC Paris das Forschungszentrum für künstliche Intelligenz Hi! PARIS.

## Diplome IP Paris
- Master Ingénieur IP Paris
- sechs Masters Forschung Ingenieurwissenschaft
- sechs Masters Professional Ingenieurwissenschaft
- Graduiertenkolleg: PhD Doctorate
- Mastère spécialisé
- Massive Open Online Course

## Persönlichkeiten

### Professoren
- Alexis Rosenbaum (* 1969), französischer Essayist